# Вільям Каннінгем
Ві́льям Ка́ннінгем (англ. William Cunningham; 29 грудня 1849, Единбург — 10 червня 1919, Кембридж) — англійський історик, родоначальник економічної історії як самостійної дисципліни.
Як і представники німецької історичної школи, Каннінгем стверджував «відносність економічних навчань». Він вважав, що вивчення економічної історії необхідне для знання економічних фактів, що і є найкращим введенням в економічну науку.
Головною роботою Каннінгема є «Зростання англійської промисловості і торгівлі» (англ. The Growth of English Industry and Commerce), написана в 1882 році. Книга мала величезний стимулюючий вплив на викладання і дослідницьку роботу в університетах Англії.
Народився в Единбурзі в родині відомого шотландського адвоката. Здобув освіту в Единбурзькому та Тюбінгенському університетах. У Триніті-коледжі Кембриджського університету вивчав етику і у 1872 році закінчив його з відзнакою. В 1874—1891 роках був лектором з історії в Кембриджі. У 1891 році він очолив кафедру економіки у Королівському коледжі в Лондоні, але продовжував жити в Кембриджі як позаштатний співробітник.
Каннінгем був одним із засновників і перших членів Британської Академії. Став членом ради Академії у 1887 році, обіймав посаду президента секції економіки Британської асоціації (у 1891 та 1895 роках) і Королівського історичного товариства (у 1910—1913 роках)
У 1899 та 1914 роках відвідав США, де читав лекції з економічної історії в Гарвардському університеті.
Помер Каннінгем у Кембриджі 10 червня 1919 року.